# Рузье, Антонен
Антоне́н Рузье́ (фр. Antonin Rouzier; 18 августа 1986, Сен-Мартен-д’Эр) — французский волейболист, диагональный; бывший игрок сборной Франции. Чемпион Европы, победитель Мировой лиги.

## Карьера
На юниорском уровне Рузье начал выступать в 1999 году, в 2004 году совершил профессиональный дебют в составе команды высшей лиги «Тулуза».
Первую медаль на клубном уровне француз завоевал в 2009 году в составе бельгийского клуба «Кнак», с которым стал серебряным призёром чемпионата страны. Спустя два года в составе «Стад Пуатвен» стал чемпионом страны, а позднее с польским клубом «ЗАКСА» стал обладателем Кубка.
В 2006 году дебютировал в составе национальной сборной. В 2009 году стал серебряным призёром чемпионата Европы, а также выиграл приз самому результативному игроку турнира.
В 2015 году в составе команды Лорана Тийи выиграл Мировую лигу и чемпионат Европы, где был признан самым ценным игроком турнира.